# Lê
Lê (黎, někdy jen Le) je třetí nejčastější vietnamské příjmení a podle odhadů ho má přibližně 9,5 % Vietnamců. Slovo lê ve vietnamštině jinak znamená „hruška“ (z čínského 梨, mandarínskou výslovností lí), příjmení však má jiný původ: pochází z čínského 黎 (mandarínskou výslovností rovněž lí), které znamená „černý“ (ve vietnamštině se však tento výraz jinak než jako příjmení nepoužívá), a historicky se také psalo tímto čínským znakem. Stejným znakem, do vietnamštiny rovněž přepisovaným jako Lê, se píše také název etnika Li, což však s vietnamským příjmením etymologicky nesouvisí – v tomto případě se jedná o čínský přepis jejich endonyma Hlai.

## Významní Leové
- Lêská Dynastie
- Le Quang Nhac – hudebník
- Monika Leová – česká moderátorka vietnamského původu
- Lê The Son – Judista
- Lê Dao Hong Long – karatista
- Le Hoang Thanh a Le Huy Hiep – legendy vietnamského fotbalu